# Христо Пімпірев
Христо Цанев Пімпірев (болг. Христо Цанев Пимпирев, 13 лютого 1953 Софії) — болгарський учений-геолог і дослідник Антарктики, доктор геолого-мінералогічних наук, професор геології Софійського університету Святого Климента Охридського і перший болгарський полярний дослідник, який підняв прапор Болгарії над Південним полюсом.

## Академічна кар'єра
У 1978 році закінчив геологічний факультет Софійського університету і отримав ступінь магістра геології, в 1981 році призначений асистентом, в 1984 — старшим асистентом. Доктор наук з 1987 року, головний асистент з 1988 року, в 1994—2004 роках доцент, з 2005 року — професор геології Софійського університету. Є основоположником болгарських антарктичних досліджень і учасником першої болгарської експедиції в Антарктиду в сезоні 1987/1988. Керівник щорічних болгарських наукових експедицій, голова і засновник Болгарського антарктичного інституту. З 2007 року директор Національного центру полярних досліджень.
Х. Пімпірев брав участь у наукових експедиціях на вершину Ама-Даблам в Гімалаях, спелеологических експедиціях у китайській частині Тибету, в експедиціях у В'єтнамі, Колумбійський Андах і на острові Елсмір (Канадська Арктика). Викладав історичну геологію і палеогеографію, читав лекції в університетах США, Португалії, Уругваю, Чилі, Колумбії, Німеччини, Іспанії, Аргентини, Канади, Південної Кореї та інших країн. Автор п'яти книжок, шести документальних фільмів та понад 150 наукових статей.
8 січня 2013 він став першим болгарським полярником, що підняв прапор Болгарії на Південному полюсі: експедиція, в якій він брав участь, була приурочена до 100-річчя гонки Руаля Амундсена і Роберта Скотта. В Антарктиді ім'я Пімпірева носять льодовик і земля на острові Лівінгстон в архіпелазі Південних Шетландських островів.

## Членство в міжнародних організаціях
- Представник Республіки Болгарія в Міжнародному науковому комітеті з антарктичних досліджень з 1994 року[4]
- Представник Республіки Болгарія в Раді національних антарктичних менеджерів програми з 1994[5] та віце-президент у 2006—2009 роках
- Представник Республіки Болгарія в Консультативній раді Договору про Антарктику з 1995 року[6]
- Представник Республіки Болгарія в Європейській Полярній Раді з 2001 року та віце-президент у 2009—2012 роках

## Нагороди
- Орден «Кирила і Мефодія» I ступеня (Болгарія)
- «Орден Полярної зірки» (Монголія) — за заслуги в створенні Монгольського антарктичного інституту і закладення основ монгольських наукових досліджень в Антарктиці
- Медаль «Святого Климента Охридського» I ступеня
- Премія «Золота книга» за розвиток болгарської науки і культури
- Перший лауреат Почесної нагороди за вклад в Болгарський національний ідеал
- Почесний громадянин міста Лясковець
- Меморіальна дошка Комітету захисту навколишнього середовища Антарктики до Консультативної наради з договору про Антарктику — за активну роль у охороні навколишнього середовища в Антарктиці — 2017 р.

## Науково-популярні фільми
- «Експедиція Антарктида» — БНТ, Програма Атлас (1988) — автор
- «Българи на Антарктида» — БНТ, Програма Атлас (1994) — автор
- «Южно лято» — БНТ, Програма Атлас (1995) — автор
- «България на два океани» — БНТ, Програма Атлас (1996) — сценарист
- «Под знака на Южния кръст» — БНТ (2006) — сценарист
- «Антарктида 2012» — Филм ауторс (2012) — консультант
- «90 градуса южна ширина» — БНТ (2014 року)[7] — автор

- «Антарктида — ледена любов» — БНТ (2015)[8] — автор